# Líneas de Sajama
Las líneas de Sajama son una red de miles (posiblemente decenas de miles) de caminos rectos en el Altiplano andino de Bolivia. Estas líneas forman trazados casi perfectamente tallados en el suelo por indígenas cerca del Nevado Sajama durante más de 3 000 años.

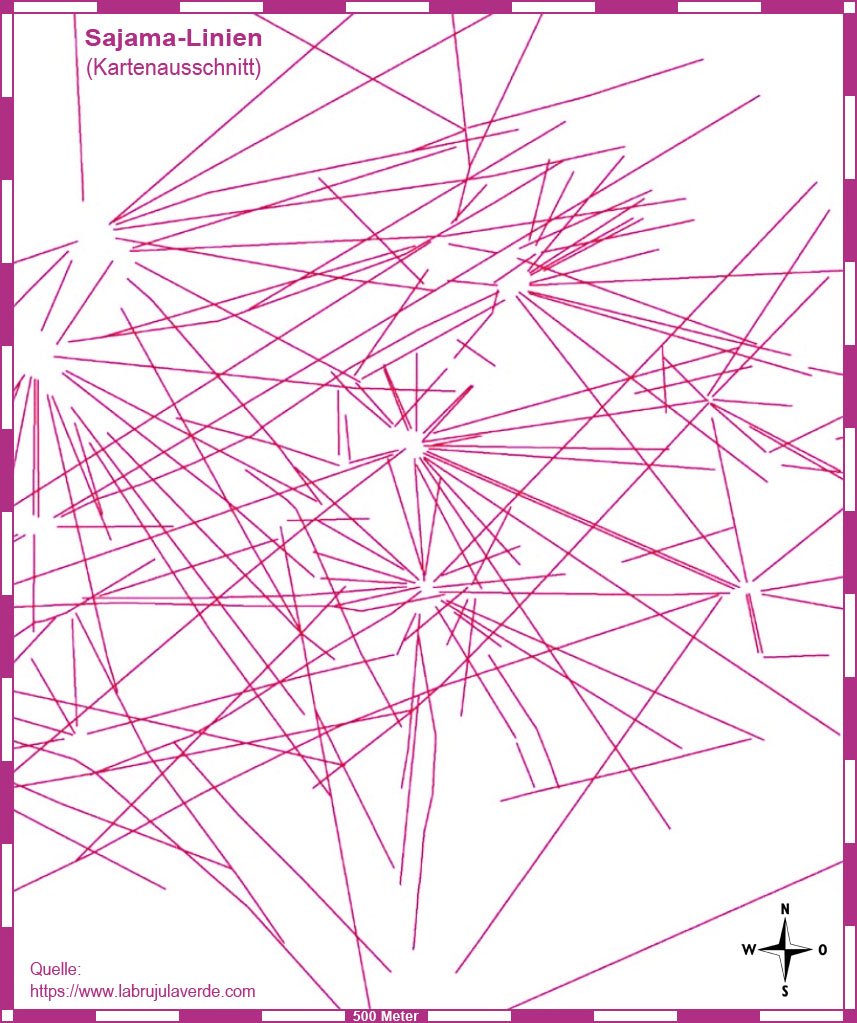
Sección del mapa de las líneas de Sajama.

## Características
Investigaciones recientes[¿cuándo?] han revelado que esta red de líneas cubre un área de 22.525 kilómetros cuadrados, un área unas 15 veces mayor que la de las Líneas de Nazca en Perú.[cita requerida] Las estimaciones ubican las líneas en un total de aproximadamente 16 000 kilómetros de largo, lo que convierte a las Líneas de Sajama en el sitio arqueológico más grande de la Cordillera de los Andes y la obra de arte más grande del mundo.
Las líneas tienen un ancho entre 1 y 3 metros, siendo las más largas de unos 20 kilómetros. Se crearon raspando la vegetación y la capa superficial oscura del suelo y la roca desgastada para revelar las capas más claras del suelo debajo. Al igual que con las líneas de Nazca, algunas de las cuales tienen la forma de cuerpos de animales, aún no está claro con qué propósito se crearon las líneas y cómo se podría lograr la alta precisión del sistema.
Muchas suposiciones asumen que las líneas fueron establecidas originalmente por la población indígena como rutas sagradas de peregrinación. La red de líneas radiales se intercala con santuarios de Wak'a, sitios de entierro de Chullpa y caseríos en puntos nodales, lo que hace de esta área un paisaje cultural único. Aunque la región está escasamente poblada hoy en día, algunas de las líneas todavía sirven como senderos.

## Análisis y conservación
La primera mención de las Líneas de Sajama en inglés ocurre como una breve nota en un diario de viaje de 1932 de Aimé Félix Tschiffely. En la misma década, el antropólogo y entólogo suizo Alfred Métraux llamó la atención sobre los linajes y las estructuras relacionadas mientras realizaba un trabajo de campo etnográfico sobre los pueblos aimara y chipaya de la región de Carangas en el departamento de Oruro.
En la década de 1970, el autor y cineasta británico Tony Morrison rodó un documental e informó sobre este sistema de líneas y caminos sagrados. Más recientemente, las Líneas de Sajama han sido inspeccionadas, mapeadas y registradas en bases de datos mediante una colaboración entre la Universidad de Pensilvania y la Fundación Landmarks de Nueva York para proteger el paisaje de las amenazas de la erosión, el desarrollo descontrolado financiado internacionalmente, el turismo local y otros peligros planteados por la falta de un plan de gestión que podría amenazar las líneas.
Según el grupo de Tierra Sajama Project, “Las líneas de Sajama son un extraordinario ejemplo de realización humana y expresión espiritual. Con la protección y gestión adecuadas, el desarrollo responsable, la protección contra la erosión y el vandalismo, las Líneas de Sajama se pueden preservar de una manera que beneficiará a los turistas de todo el mundo, así como a la población local". Mediante el proyecto de Tierra Sajama, algunos científicos consideran que las líneas convergen en puntos concretos (o parten de ellos) en grupos que van de tres a una decena lo que lleva a pensar que la construcción de las líneas tenía un motivo espiritual o religioso.
Este trabajo ha sido criticado por arqueólogos profesionales a principios de los años 2000. Estos atribuyen a parte de las líneas un origen más reciente, probablemente colonial, como simples vías de comunicación.

## Literatura
- Aveni, Antonio. Entre líneas: el misterio de los gigantescos dibujos terrestres de la antigua Nazca, Perú. Austin, Texas: University of Texas Press, 2000 ( inglés )
- Bauer, Brian. El Paisaje Sagrado de los Incas: El Sistema de Ceques del Cusco. Prensa de la Universidad de Texas, Austin, 1998. ( Inglés )